# Assioma della scelta numerabile
L'assioma della scelta numerabile, denotato con ACω è un assioma di teoria degli insiemi, simile all'assioma della scelta di cui è una versione più debole. Esso afferma che ogni collezione numerabile di insiemi non vuoti deve possedere una funzione di scelta, ovvero, se A è una funzione con dominio l'insieme dei numeri naturali N tale che A(n) è un insieme non vuoto per ogni n∈N, allora esiste una funzione f con dominio N tale che f(n)∈A(n).
Paul Cohen ha dimostrato che l'assioma della scelta numerabile non è dimostrabile all'interno della teoria degli insiemi di Zermelo - Fraenkel senza l'assioma della scelta.